# Mjassischtschew DB-108
Die Mjassischtschew DB-108 (russisch Мясищев ДБ-108) war ein sowjetischer Bomber aus der Zeit des Zweiten Weltkrieges. Sie entstand als Weiterentwicklung der Petljakow Pe-2, ging jedoch zugunsten der Tupolew Tu-2 nicht in die Serienfertigung.

## Geschichte
Wladimir Mjassischtschew übernahm im Juni 1943 die Produktionsleitung des Kasaner Pe-2-Werkes für den Anfang 1942 bei einem Flugzeugabsturz ums Leben gekommenen Konstrukteur Wladimir Petljakow. Während dieser Zeit entwickelte er neue und verbesserte Varianten des zweimotorigen Sturz- und Horizontalbombers. 1944 erhielt Mjassischtschew den Auftrag, einen schnellen Tagbomber (Денское бомбардировщик, Denskoje Bombardirowschtschik) zu entwickeln. Das Flugzeug sollte mit zwei Klimow WK-108-Motoren ausgerüstet werden. Deshalb wurde dem Projekt nach dem Verwendungszweck und der Antriebsbezeichnung das Kürzel DB-108 zugeteilt.
Mjassischtschew orientierte sich bei der Konstruktion sehr an der Pe-2 und entwarf drei Varianten: den Horizontalbomber WM-16, den Sturzkampfbomber WM-17 und den Horizontalbomber WM-18 mit erhöhter Bombenzuladung. Der Typ war als freitragender Mitteldecker mit geradem Tragflächenmittelstück, in dessen Vorderkante sich auch die Lufteinläufe für die Kühler befanden, und elliptisch zulaufenden Außenflügeln konstruiert. Die Gondeln der Motoren dienten zur Aufnahme der Hauptfahrwerksräder, das Heckrad war ebenfalls einziehbar. Das Seitenleitwerk war in zwei Endscheiben links und rechts des Höhenleitwerks integriert. Der Vorderteil sowie der untere Teil des Bugs waren zur besseren Sicht verglast. Als Abwehrbewaffnung war eine ferngesteuerte 20-mm-Kanone SchWAK vorgesehen.
Die WM-16 flog als Erste am 30. Dezember 1944 und beendete die Erprobung im Juni 1945. Die WM-17 und WM-18 folgten Ende 1945. Trotz guter bis sehr guter Leistung unterblieb der Serienbau, da der Strahlantrieb zukünftig bessere Flugleistungen versprach. Das OKB Mjassischtschew wandte sich schließlich der Entwicklung von schweren, viermotorigen Bombenflugzeugen zu.

## Technische Daten

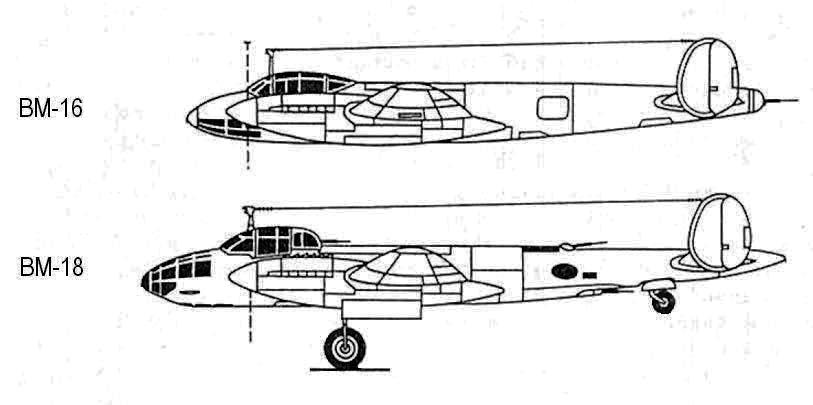
Seitenansicht von WM-16 und WM-18 im Vergleich

| Kenngröße             | Daten Mjassischtschew DB-108                                  | Daten Mjassischtschew DB-108                                  |
| Kenngröße             | WM-16                                                         | WM-18                                                         |
| --------------------- | ------------------------------------------------------------- | ------------------------------------------------------------- |
| Länge                 | 13,47 m                                                       | 15,02 m                                                       |
| Spannweite            | 17,80 m                                                       | 20,60 m                                                       |
| Höhe                  | 4,03 m                                                        | k. A.                                                         |
| Flügelfläche          | 43,10 m²                                                      | 48,0 m²                                                       |
| Flügelstreckung       | 7,4                                                           | 8,8                                                           |
| Leermasse             | 6.922 kg                                                      | k. A.                                                         |
| Startmasse            | 9.400 kg                                                      | 10.530 kg                                                     |
| Triebwerke            | zwei flüssigkeitsgekühlte 12-Zylinder-V-Motoren Klimow WK-108 | zwei flüssigkeitsgekühlte 12-Zylinder-V-Motoren Klimow WK-108 |
| Leistung              | je 1.360 kW (1.849 PS)                                        | je 1.360 kW (1.849 PS)                                        |
| Höchstgeschwindigkeit | 575 km/h                                                      | 542 km/h                                                      |
| Gipfelhöhe            | 12.000 m                                                      | k. A.                                                         |
| Reichweite            | 2.250 km mit 2.000 kg Bomben                                  | 2.000 km mit 2.000 kg Bomben                                  |
| Bewaffnung            | eine 20-mm-MK SchWAK                                          | ein 12,7-mm-MG UBT zwei 20-mm-MK SchWAK                       |
| Bombenlast            | 1.000–2.000 kg                                                | 3.000–4.000 kg                                                |